# Javier López Vallejo
Javier López Vallejo (* 22. September 1975 in Pamplona) ist ein ehemaliger spanischer Fußballspieler.

## Karriere
Als hoffnungsvolles Talent machte sich López Vallejo bei CA Osasuna, dem Verein aus Pamplona (seiner Heimatstadt) einen Namen. Das aufstrebende Team des FC Villarreal verpflichtete ihn nach guten Leistungen im Sommer 2000. Nach zwei Spielzeiten in der Stammelf bei den Levantinern verlor López Vallejo seinen Stammplatz; in der Saison 2002/03 kam er auf gerade einmal vier Ligaspiele.
So begann ein rascher und umso unerwarteter Abstieg für den eigentlich so souveränen Torwart, in den folgenden Spielzeiten kam er lediglich auf wenige Einsätze im Pokal. Bis zu seinem Leihwechsel zu Recreativo Huelva 2006 bestritt er überhaupt kein Ligaspiel mehr.
Nach dem Abstieg 2007/08 wurde er Stammtorhüter in Saragossa. Zur Winterpause der Saison 2009/2010 wechselte er zum griechischen Verein APO Levadiakos, im Juli 2010 schließlich zum AO Kavala. Dort blieb er ein Jahr, ehe er nach monatelanger Vereinslosigkeit im Februar 2012 seine Karriere beendete.
Von 2015 bis 2016 war López Vallejo Torwarttrainer bei Deportivo Alavés. Seit dem 12. Dezember 2022 ist er als Sportpsychologe der spanischen Nationalmannschaft tätig.